# Cristian Cásseres Jr.
Cristian Sleiker Cásseres Yepes (* 20. Januar 2000 in Caracas) ist ein venezolanischer Fußballspieler.

## Karriere

### Verein
Cásseres spielte bis 2016 in der Jugend von Deportivo La Guaira. Im Oktober 2016 debütierte er in der Primera División, als er am neunten Spieltag der Clausura 2016 gegen Atlético Venezuela in der 57. Minute für Keiver Zúñiga eingewechselt wurde. In der Saison 2016 kam er zu zwei Einsätzen in der höchsten venezolanischen Spielklasse. Im Mai 2017 erzielte er bei einem 3:1-Sieg gegen den Zulia FC sein erstes Tor in der Primera División. In der Saison 2017 absolvierte er 13 Spiele, in denen er ein Tor erzielte.
Im Februar 2018 wechselte er in die Vereinigten Staaten zu den New York Red Bulls. Im März 2018 debütierte er für die Zweitmannschaft der Red Bulls in der USL, als er am ersten Spieltag der Saison 2018 gegen die Zweitmannschaft des Toronto FC in der 83. Minute für Brian White eingewechselt wurde. Im Juni 2018 erzielte er bei einem 4:2-Sieg gegen Charlotte Independence sein erstes Tor in der USL. Im Juli 2018 stand er gegen D.C. United erstmals im Kader der ersten Mannschaft der New York Red Bulls.
Im August 2018 debütierte er schließlich in der MLS, als er gegen Houston Dynamo in der Startelf stand und in der 82. Minute durch Aaron Long ersetzt wurde. Zu Saisonende hatte er drei Einsätze in der MLS und 25 Einsätze in der USL zu Buche stehen. Im April 2019 erzielte er bei einer 2:1-Niederlage gegen Minnesota United sein erstes Tor in der MLS.
2023 wechselte er zum FC Toulouse.

### Nationalmannschaft
Cásseres nahm 2017 mit der venezolanischen U-17-Auswahl an der Südamerikameisterschaft teil. 2018 spielte er erstmals für die U-20-Mannschaft, mit der er 2019 ebenfalls an der Südamerikameisterschaft teilnahm.

## Persönliches
Sein Vater Cristian (* 1979) war ebenfalls Fußballspieler und venezolanischer Nationalspieler.